# Колвицки резерват биосфере
Колвицки резерват биосфере (рус. Государственный природный заказник регионального значения «Колвицкий») заштићено је природно подручје од регионалног значаја са статусом заштићеног природног станишта (IUCN категорија IV) на крајњем северозападу европског дела Руске Федерације.
Налази се на крајњем југозападу Кољског полуострва, уз северне и источне обале Колвицког језера и административно припада Апатитском округу и Терском рејону. Основано је 31. августа 1983. на територији површине 409 км² са циљем очувања богате флоре и фауне у њеном изворном облику. На територији станишта забрањена је свака људска активност која може довести до дисбаланса природне равнотеже, а дозвољено је скупљање шумских плодова и спортски риболов.